# 하이드록실 라디칼
하이드록실 라디칼(영어: hydroxyl radical, •HO)은 수산화물 이온(HO−)의 중성 형태이다. 하이드록실 라디칼은 반응성이 매우 높아 수명이 짧지만 라디칼 화학의 중요한 부분을 차지한다. 특히 히드록실 라디칼은 하이드로과산화물(ROOH)의 분해로 생성되거나, 대기 화학에서는 들뜬 산소 원자와 물이 반응하여 생성된다.

## 같이 보기
- 하이드록실기